# Droit du travail en Nouvelle-Zélande
Le droit du travail néo-zélandais provient, à l'instar de l'ensemble du droit néo-zélandais, des lois du Parlement et de la common law.
La législation la plus importante de ce domaine est la loi de 2000 sur les relations du travail, remplaçant une loi de 1993.

## Sources

## Compléments

### Lectures approfondies
- G. R. Barker, An Economic Analysis of Trade Unions and the Common Law, Avebury, Aldershot, 1997
- P. Churchman et W. Grills (seminar leaders), Employment Contracts Act Revisited, Wellington, New Zealand Law Society, 1992
- G. Davenport, « The legal obligation to bargain in good faith in the New Zealand labour market : rhetoric or reality? », New Zealand Journal of Industrial Relations, vol. 4, no 1,‎ février 1999
- R. Harbridge et A. Crawford, « The effects of the Employment Contract Act on representation and collective bargaining in the thoroughbred racing industry in New Zealand », New Zealand Journal of Industrial Relations, vol. 25, no 1,‎ février 2000
- P. S. Morrisson, Labour, Employment and Work in New Zealand, Wellington, Victoria University, 1994
- D. R. Nolan, The Australasian Labour Law Reforms: Australia and New Zealand at the End of the Twentieth Century, Sydney, Federation Press, 1998
- R. Wilson, « The decade of non-compliance; the New Zealand government record of non-compliance with international labour standards 1990-98 », New Zealand Journal of Industrial Relations, vol. 25, no 1,‎ février 2000